# لوك جاكسون
لوك جاكسون (بالإنجليزية: Luke Jackson) (مواليد 1 يناير 1985) هو ملاكم أسترالي، مثّل بلاده في الألعاب الأولمبية الصيفية 2012.

## روابط خارجية
لوك جاكسون على موقع بوكس ريك (الإنجليزية) (registration required)
- لوك جاكسون على موقع أوليمبيديا (الإنجليزية)
- لوك جاكسون على موقع اللجنة الأولمبية الأسترالية (الإنجليزية)
- لوك جاكسون على موقع دورة ألعاب الكومنولث 2006 (مؤرشف) (الإنجليزية)